# Wahlordnung (Betriebsratswahl)
Eine Wahlordnung (WO) regelt das Abhalten einer Wahl. In § 126 BetrVG hat der deutsche Bundesgesetzgeber die deutsche Bundesregierung ermächtigt, durch Rechtsverordnung des Bundesministeriums für Arbeit und Soziales Einzelheiten des Wahlverfahrens für die Wahlen zum Betriebsrat im Sinne von § 14 BetrVG zu regeln. Auf dieser Basis ist unter dem 11. Dezember 2001 die „Erste Verordnung zur Durchführung des Betriebsverfassungsgesetzes (Wahlordnung – WO)“ erlassen worden (BGBl. I S. 3494).

## Der Aufbau der WO zur Betriebsratswahl
Die Wahlordnung gliedert sich in 4 Teile, die teilweise Abschnitte und Unterabschnitte enthalten.
- Erster Teil: Wahl des Betriebsrats nach § 14 BetrVG (§§ 1 – 27 WO)
- Zweiter Teil: Wahl des Betriebsrats im vereinfachten Wahlverfahren nach § 14a BetrVG (§§ 28 – 37 WO)
- Dritter Teil: Wahl der Jugend- und Auszubildendenvertretung – JAV (§§ 38 – 40 WO)
- Vierter Teil: Übergangs- und Schlussvorschriften (§§ 41 – 43 WO)

Die WO beschreibt zunächst im ersten Teil vollständig und umfassend das gesamte Wahlverfahren für den Standardfall, die Betriebsratswahl in einem größeren Betrieb. Das vereinfachte Wahlverfahren für Betriebe bis 50 Arbeitnehmern nach § 14a BetrVG ist im zweiten Teil geregelt; hier verweist die WO vielfach auf den ersten Teil und regelt nur das, was vom normalen Wahlverfahren abweicht. Dieselbe Regelungstechnik wird auch bei den Vorschriften zur Wahl der Jugend- und Auszubildendenvertretung angewendet.

## Die allgemeinen Regelungen für alle Wahlarten

### Grundregeln für das Handeln des Wahlvorstandes (§ 1 WO)
Zuständig für die Durchführung der Betriebsratswahl ist der Wahlvorstand. Er hat im Regelfall 3 Mitglieder; in größeren Betrieben kann die Anzahl, soweit zur ordnungsgemäßen Durchführung der Wahl erforderlich, erhöht werden, es muss aber stets eine ungerade Anzahl von Mitgliedern sein (§ 16 Absatz 1 BetrVG). Nach § 1 Absatz 2 WO fasst der Wahlvorstand seine Beschlüsse mit der Mehrheit seiner Mitglieder (absolute Mehrheit); eine Mehrheit der abgegebenen Stimmen (relative Mehrheit) reicht also nicht aus. Außerdem ist in § 1 Absatz 2 WO geregelt, dass über jede Sitzung des Wahlvorstandes eine Niederschrift herzustellen ist, die mindestens vom Vorsitzenden und einem weiteren Mitglied des Wahlvorstandes zu unterzeichnen ist.

### Die Wählerliste (§ 2 WO)
Der Wahlvorstand hat eine Wählerliste aufzustellen, aus der sich ergibt, welche Personen berechtigt sind, an der Betriebsratswahl teilzunehmen. In der betrieblichen Praxis wird diese Liste gleichbedeutend auch als „Wählerverzeichnis“ bezeichnet. Am Wahltag kann nur wählen, wer in der Wählerliste eingetragen ist. Die Wählerliste hat den Sinn, einen möglichen Streit um die Wahlberechtigung einzelner Personen vor dem Wahltag zu klären.
In die Wählerliste müssen alle Arbeitnehmer des Betriebes aufgenommen werden, die berechtigt sind, an der Wahl teilzunehmen. Für die fehlerfreie Aufstellung der Wählerliste ist der Wahlvorstand insbesondere in größeren Betrieben auf die Zuarbeit des Arbeitgebers angewiesen. § 2 Absatz 2 WO verpflichtet daher den Arbeitgeber dazu, dem Wahlvorstand die erforderlichen Auskünfte zu erteilen und die erforderlichen Unterlagen zur Verfügung zu stellen.
Die fertige Wählerliste muss vom Wahlvorstand betriebsöffentlich ausgelegt werden, damit alle Arbeitnehmer prüfen können, ob sie richtig erstellt ist. Meint ein Arbeitnehmer, die Wählerliste sei falsch erstellt, steht ihm das Recht des Einspruchs zu (§ 4 WO).
Die Eintragung in der Wählerliste ist auch zwingende Voraussetzung für die Kandidatur zur Betriebsratswahl (Ausübung des passiven Wahlrechts); gehen Wahlvorschläge beim Wahlvorstand ein, muss er also als erstes prüfen, ob die Kandidaten in der Wählerliste aufgeführt sind (§ 2 Absatz 3 WO).
Der Wahlvorstand muss die Wählerliste bis zum Tag der Wahl auf dem jeweils aktuellen Stand halten. Das bedeutet insbesondere, dass er ausgeschiedene Mitarbeiter streichen und in der Wahlzeit neu eingetretene Mitarbeiter (sofern sie älter als 18 Jahre alt sind, § 7 BetrVG) neu in die Liste aufnehmen muss (§ 4 Absatz 3 WO).

### Das Wahlausschreiben (§ 3 WO)
Mit der Veröffentlichung des Wahlausschreibens wird die Betriebsratswahl offiziell eingeleitet. Im Wahlausschreiben teilt der Wahlvorstand den Mitarbeitern des Betriebes unter anderem mit, wann und wo die Wahl stattfindet, wie groß der Betriebsrat sein wird, welche Geschlechterquote für die Zusammensetzung des Betriebsrats gilt und wie man sich durch die Einreichung von Wahlvorschlägen als Bewerber an der Wahl beteiligen kann.
Das Wahlausschreiben ist ein förmliches Dokument, das im normalen Wahlverfahren mindestens 13 verschiedene Informationen enthalten muss, die alle in § 3 WO aufgeführt sind. Das Vergessen einer dieser Informationen kann die Wahl anfechtbar machen. Im vereinfachten Wahlverfahren für kleinere Betriebe enthält das Wahlausschreiben nach § 31 WO sogar insgesamt 15 Pflichtangaben, die dort aber ebenfalls vollständig und übersichtlich aufgeführt sind (§ 3 Absatz 2 WO und § 31 Absatz 1 WO).

### Sitze für das Geschlecht in der Minderheit (§ 5 WO)
Nach § 15 Absatz 2 BetrVG muss das Geschlecht, das in der Belegschaft in der Minderheit ist, im Betriebsrat mindestens so viel Sitze bekommen, dass sich das Geschlechterverhältnis in der Belegschaft im Betriebsrat abbildet. Diese Regelung ist 2001 neu in das Betriebsverfassungsrecht aufgenommen worden. Der geschlechtsspezifische Minderheitenschutz ist seitdem eines der Reizthemen des Betriebsverfassungsrechts. Das BAG hat die Vorschrift als gültig angesehen (BAG 16. März 2005 – 7 ABR 40/04 – BAGE 114, 119 = AP Nr. 3 zu § 15 BetrVG 1972 = Streit 2006, 68).
§ 5 WO legt die Einzelheiten fest, wie die Anzahl der Sitze für das Geschlecht in der Minderheit im Betriebsrat festgestellt wird. Die Umrechnung erfolgt nach dem d’Hondtschen Auszählverfahren, das in § 5 WO beschrieben ist.
Ausgangspunkt der Berechnung ist die Ermittlung der Anzahl der Frauen und der Anzahl der Männer in der Belegschaft. Stichtag für diese Berechnung ist der Tag der Veröffentlichung des Wahlausschreibens (§ 5 Absatz 1 Satz 3 WO).
Beispiel:
Im Betrieb sind 48 Frauen und 128 Männer tätig. Das macht insgesamt 176 Arbeitnehmer, also besteht der Betriebsrat nach § 9 BetrVG aus 7 Mitgliedern. Als erstes teilt man nun für die Frauen 48 durch 1, dann durch 2, dann durch 3 usw. Die „weibliche Zahlenreihe“ lautet also: 48 – 24 – 16 – 12 – 9,6 – 8 … Dasselbe macht man mit der Anzahl der männlichen Arbeitnehmer. Die „männliche Zahlenreihe“ lautet dann: 128 – 64 – 42,66 – 32 – 25,6 – 21,33 … Da der Betriebsrat aus 7 Mitgliedern besteht, muss man nun die 7 höchsten Zahlen aus den beiden Zahlenreihen und ihre Herkunft aus der „männlichen“ oder der „weiblichen“ Zahlenreihe ermitteln. Das Ergebnis lautet: 128 (männlich), 64 (männlich), 48 (weiblich), 42,66 (männlich), 32 (männlich), 25,6 (männlich), 24 (weiblich). Also stehen den Frauen, die im Beispielsfall das Geschlecht in der Minderheit bilden, mindestens 2 Sitze im Betriebsrat zu, da (nur) 2 der 7 höchsten Höchstzahlen aus der „weiblichen Zahlenreihe“ stammen.

## Das Wahlsystem
Unter Wahlsystem wird hier die Art und Weise verstanden, in der der Wähler durch seine Wahlentscheidung auf die Zusammensetzung des Betriebsrats Einfluss nehmen kann. Insoweit handelt es sich allerdings nicht um einen einheitlich gebrauchten Fachbegriff. Das Betriebsverfassungsgesetz kennt das Wahlsystem der Verhältniswahl (Listenwahl) und das Wahlsystem der Mehrheitswahl (Personenwahl).

### Die Listenwahl
§ 14 Absatz 2 Satz 1 BetrVG schreibt für die Betriebsratswahl im Regelfall die Verhältniswahl vor, die in der betrieblichen Praxis häufig auch als Listenwahl bezeichnet wird (Zu den Ausnahmen vgl. unten bei „Personenwahl“).
Bei der Verhältniswahl werden von den im Betrieb vertretenen Interessengruppen Listen mit Kandidaten „in erkennbarer Reihenfolge“ (§ 6 Absatz 3 WO) aufgestellt und zur Wahl eingereicht. Die Wähler haben in diesem Falle jeweils nur eine Stimme, die sie der Liste ihrer Wahl geben können. Die Wähler können also keine einzelnen Personen wählen. Die Sitze im Betriebsrat werden auf die Listen nach dem Anteil der erreichten Stimmen verteilt. Hat eine Liste zum Beispiel 3 Sitze errungen, sind die drei ersten Personen aus der Liste gewählt (ohne Berücksichtigung der Besonderheiten der Förderung für das Geschlecht in der Minderheit).

### Die Personenwahl
Nach § 14 Absatz 2 Satz 2 BetrVG findet ausnahmsweise Personenwahl (Mehrheitswahl) statt, wenn
- nur 1 Liste zur Wahl angetreten ist oder wenn
- im vereinfachten Wahlverfahren nach § 14a BetrVG für Betriebe mit bis zu 50 Arbeitnehmern gewählt wird.

Bei der Personenwahl stehen einzelne Personen (und keine Listen) zur Wahl. Jeder Wähler hat so viele Stimmen, wie es Sitze im Betriebsrat zu verteilen gibt (§ 20 Absatz 3 WO). Diese kann er auf die Personen seines Vertrauens verteilen; eine Stimmenhäufung ist im Wahlrecht für den Betriebsrat nicht vorgesehen. Gewählt sind die Personen, die die meisten Stimmen erhalten haben (die relative Mehrheit reicht aus).

## Der Wahlvorgang
Die Wahl erfolgt in der Regel so, dass der Wahlberechtigte seine Stimme persönlich und geheim im Wahllokal abgibt. Briefwahl (in der Terminologie der Wahlordnung schriftliche Stimmabgabe) ist auf Verlangen der Wahlberechtigten möglich, die wegen Abwesenheit vom Betrieb an der direkten Stimmabgabe verhindert sind (§ 24 Absatz 1). Eine nähere Begründung dafür ist nicht nötig. Weitere Regelungen gibt es für Wahlberechtigte, von denen dem Wahlvorstand bekannt ist, dass sie zum Zeitpunkt der Wahl voraussichtlich nicht im Betrieb sein werden (§ 24 Absatz 2), sowie für räumlich weit entfernt liegende Betriebsteile und Kleinstbetriebe. Das gilt sowohl für das normale als auch das vereinfachte Wahlverfahren. Die generelle Anordnung einer Briefwahl unter Missachtung der Wahlordnung führt zur Anfechtbarkeit der Betriebsratswahl.

### Die persönliche Stimmabgabe
In Übereinstimmung mit den Grundwerten des deutschen Grundgesetzes und in Übereinstimmung mit
demokratischer Wahltradition wird der Betriebsrat in freier und geheimer (§ 14 BetrVG) Wahl gewählt. Die freie und geheime Wahl ist dann am besten gewährleistet, wenn der Wähler seine Stimme unter Kontrolle des Wahlvorstandes abgibt. Der Wahlvorstand hat dafür zu sorgen, dass jeder seine Stimme frei und unbeobachtet abgeben kann (§ 12 Absatz 1 WO). Er ist verpflichtet einzugreifen, wenn er den Eindruck hat, andere Personen wollen den Wähler bei der Wahlentscheidung beobachten oder gar beeinflussen. Die Stimmabgabe erfolgt durch Ausfüllen des Stimmzettels.
Sind die Arbeitnehmer auf mehrere Standorte verteilt, können auch mehrere Wahllokale gebildet werden. Denkbar ist auch der Einsatz eines mobilen Wahllokals, das alle Einsatzorte der Arbeitnehmer nach und nach bereist. In beiden Fällen muss allerdings beachtet werden, dass die Wahlurne entweder unter ständiger Beobachtung stehen muss oder dass sie – zum Beispiel beim Transport oder in den Nachtstunden – förmlich versiegelt sein muss.

### Briefwahl
Wahlberechtigte, die im Zeitpunkt der Wahl wegen Abwesenheit vom Betrieb verhindert sind, ihre Stimme persönlich abzugeben, hat der Wahlvorstand auf deren Verlangen die für eine Briefwahl („schriftliche Stimmabgabe“) nötigen Unterlagen (§ 24 Absatz 1, § 35 Abs. 1 Satz 3 WO) auszuhändigen. Bei der Briefwahl muss der Wahlberechtigte bestätigen, dass er den Stimmzettel persönlich gekennzeichnet hat.
Wird im normalen Wahlverfahren gewählt, gibt es keine Frist für die Beantragung der Briefwahl. Der Briefumschlag mit dem Stimmzettel muss jedoch noch vor Schließung des Wahllokals beim Wahlvorstand eingehen. Verspätet eingehende Briefumschläge werden nicht mitgezählt, der Wahlvorstand hat sie mit einem Vermerk über den Zeitpunkt des Eingangs ungeöffnet zu den Wahlunterlagen zu nehmen und einen Monat nach Bekanntgabe des Wahlergebnisses ungeöffnet zu vernichten, wenn die Wahl nicht angefochten worden ist (§ 26 WO).
Bei dem vereinfachten Wahlverfahren muss der Antrag auf Briefwahl spätestens drei Tage vor dem Tag der Wahlversammlung zur Wahl des Betriebsrats beim Wahlvorstand eingehen (§ 35 Abs. 1 Satz 2 WO). Dieser setzt dem Briefwähler eine angemessene Frist, innerhalb derer die Briefwahlstimme eingegangen sein muss. Dies wird wegen der Beachtung der üblichen Postlaufzeiten in der Regel ein Zeitpunkt erst nach der Wahlversammlung sein können. Man spricht deshalb von nachträglicher schriftlicher Stimmabgabe.
Ist dem Wahlvorstand bekannt, dass einzelne Wahlberechtigte im Zeitpunkt der Wahl nach der Eigenart ihres Beschäftigungsverhältnisses voraussichtlich nicht im Betrieb anwesend sein werden (insbesondere im Außendienst oder mit Telearbeit Beschäftigte und in Heimarbeit Beschäftigte), so hat er diesen nach § 24 Abs. 2 WO unaufgefordert die Briefwahlunterlagen zu übermitteln.
Briefwahl ist ferner nach § 24 Abs. 3 WO zulässig, wenn der Wahlvorstand die Briefwahl für Betriebsteile und Kleinstbetriebe, die räumlich weit vom Hauptbetrieb entfernt sind, anordnet.
In anderen als den genannten Fallkonstellationen ist Briefwahl unzulässig.

## Die Stimmauszählung
Im Regelfall findet die Stimmauszählung unmittelbar nach Schließung des Wahllokals statt (§ 13 WO). Nur dann, wenn im vereinfachten Wahlverfahren vom Recht der Briefwahl Gebrauch gemacht wurde und noch nicht alle ausgegebenen Briefwahlunterlagen am Tag der Stimmabgabe eingegangen sind, kommt es hier nach § 35 WO
zu einer nachträglichen Stimmauszählung. Ein gesonderter Termin zur Auszählung ist auch dann unumgänglich, wenn es mehrere Wahllokale gibt und die mit den Stimmzetteln gefüllten Wahlurnen erst zu dem Ort der Auszählung gebracht werden müssen.
Die Auszählung muss in jedem Falle stets unter den Augen der Betriebsöffentlichkeit stattfinden. Daher müssen Datum, Ort und Uhrzeit der Stimmenauszählung bereits im Wahlausschreiben öffentlich bekannt gemacht sein. Zudem muss der Raum der Auszählung ohne Hindernisse zugänglich sein.

## Die Zuteilung der Sitze im Betriebsrat
Aus dem Ergebnis der Stimmauszählung müssen die gewählten Mitglieder des Betriebsrats ermittelt werden. Dabei sind die Besonderheiten, die durch die Förderung für das Geschlecht in der Minderheit bedingt sind, zu beachten.

### Sitzzuteilung bei der Listenwahl
Nach § 15 Absatz 1 WO erfolgt bei der Listenwahl die Zuteilung der Sitze auf die Listen nach dem d’Hondtschen Auszählverfahren.
Ergibt sich nach der Verteilung der Sitze, dass die Mindestanzahl der Sitze für das Geschlecht in der Minderheit verfehlt worden ist, kommt es zu einem Austauschverfahren, das in § 15 Absatz 5 WO beschrieben ist.
Im Prinzip dröselt man die Zuteilung der Sitze von hinten her wieder auf. Man sucht sich also den oder die Gewählte aus, die es zuletzt noch aufgrund der niedrigsten verwerteten Höchstzahl in den Betriebsrat geschafft hat; gehört sie dem Geschlecht in der Minderheit an, wird sie übersprungen und man sucht den oder diejenige, die mit der zweitniedrigsten Höchstzahl noch den Sprung in den Betriebsrat geschafft hat usw. Findet man auf diese Weise einen oder eine Gewählte mit dem „falschen“ Geschlecht, verliert diese Person ihren schon sicher geglaubten Sitz im Betriebsrat. Den Sitz bekommt stattdessen die Person auf der betroffenen Liste, die am weitesten oben steht, noch keinen Platz im Betriebsrat hat und dem Geschlecht in der Minderheit angehört. Gibt es auf der betroffenen Liste keine solche Person, fällt der Platz an eine andere Liste, die noch über Bewerber mit dem geeigneten Geschlecht verfügt (Listensprung). Dieses Austauschverfahren wird durchgeführt, bis die Quote stimmt oder bis feststeht, dass die Quote nie erreicht werden kann, da es keine weiteren Bewerber mehr mit dem geeigneten Geschlecht gibt.

### Sitzzuteilung bei der Personenwahl
Nach § 22 Absatz 1 WO werden bei der Personenwahl die dem Geschlecht in der Minderheit zustehenden Sitze vorab zugeteilt. Dazu werden nur die Personen ins Auge gefasst, die diesem Geschlecht angehören. Nach der Anzahl der auf sie entfallenen Stimmen werden ihnen diese Sitze zugeteilt.
Anschließend werden die übrigen Sitze ohne Rücksicht auf das Geschlecht allein nach der Anzahl der erreichten Stimmen – unter Außerachtlassung der Personen, die bereits einen Sitz nach der Geschlechterquote erreicht haben – zugeteilt (§ 22 Absatz 2 WO).

## Weitere Aufgaben des Wahlvorstandes nach dem Wahltag
Nachdem feststeht, wer in den Betriebsrat gewählt ist, müssen die Gewählten noch die Wahl annehmen (§ 17 WO). Haben alle die Wahl angenommen, ist das Wahlergebnis betriebsöffentlich überall dort bekannt zu machen, wo auch das Wahlausschreiben ausgehängt war (§ 18 WO). Außerdem erhalten nach § 18 WO der Arbeitgeber und die im Betrieb vertretenen Gewerkschaften eine Abschrift der Wahlniederschrift (Protokoll über die Stimmenauszählung).
Letztlich hat der Wahlvorstand noch die Wahlakten zu schließen und sie dem Betriebsrat zu übergeben § 19 WO. Überdies muss er nach § 29 Absatz 1 BetrVG noch zur ersten Sitzung des neu gewählten Betriebsrats einladen und diese Sitzung so lange leiten, bis aus der Mitte des Betriebsrats heraus ein Versammlungsleiter gewählt wurde.

## Vergleichbare Regelungen aus anderen Rechtsgebieten

### Andere Belegschaftsvertretungen in der Privatwirtschaft
Soweit die Belegschaft in der Privatwirtschaft Mitglieder des Aufsichtsrats nach dem Drittelbeteiligungsgesetz oder nach dem Mitbestimmungsgesetz wählen kann, geschieht auch dies jeweils auf Basis einer Wahlordnung, die Ähnlichkeiten mit der Wahlordnung zum Betriebsrat aufweist. Auch für die Wahlen zum Sprecherausschuss der leitenden Angestellten nach dem Sprecherausschussgesetz gibt es eine Wahlordnung, deren Grundgedanken der Wahlordnung zum Betriebsverfassungsgesetz entlehnt sind.

### Personalratswahl
Der Personalrat ist in Deutschland die dem Betriebsrat entsprechende Interessenvertretung der Bediensteten (Arbeitnehmer und Beamte) des öffentlichen Dienstes. Personalräte werden in den Bundesbehörden auf Basis des Bundespersonalvertretungsgesetzes (BPersVG) gewählt und in den Ländern und Kommunen auf Basis der Personalvertretungsgesetze der Bundesländer. Sowohl zum BPersVG als auch zu den vielen Landespersonalvertretungsgesetzen sind Wahlordnungen für die Wahl der Personalräte erlassen worden. Die großen Linien sind in allen Wahlordnungen gleich. Dennoch gibt es für die Personalratswahlen einige Besonderheiten zu beachten.

### Mitarbeitervertretungen im Bereich der katholischen oder evangelischen Kirchen
Die betriebliche Interessenvertretung für die Mitarbeiter in den Kirchen und Religionsgemeinschaften ist die Mitarbeitervertretung.